# Олейникова, Анна Васильевна
Алейникова (в указе - Олейникова) Анна Васильевна  (13.02.1928 — 25.11.1972) — советский передовик сельского хозяйства, звеньевая колхоза «Стахановец» Зеленчукского района Ставропольского края.Герой Социалистического Труда (29.04.1948).

## Биография
Родилась 13 февраля 1928 года в станице Кардоникская Зеленчукского района ныне Карачаево-Черкесской Республики. 
Трудилась колхозницей, а затем – звеньевой колхоза «Стахановец» Зеленчукского района Ставропольского края (с 1957 года – Карачаево-Черкесской автономной области в составе Ставропольского края, ныне – Карачаево-Черкесская Республика). В 1948 году руководимое ею звено получило урожай ржи 30,17 центнера с гектара на площади 8,95 гектара.
Указом Президиума Верховного Совета СССР от 29 апреля 1948 года за получение высоких урожаев ржи при выполнении колхозом обязательных поставок и натуроплаты за работу МТС в 1947 году и обеспеченности семенами зерновых культур для весеннего сева 1948 года Олейниковой (так в указе) Анне Васильевне присвоено звание Героя Социалистического Труда с вручением ордена Ленина и золотой медали «Серп и Молот».
Жила в станице Кардоникская Зеленчукского района Карачаево-Черкесской автономной области Ставропольского края (ныне – Карачаево-Черкесия). 
Умерла 25 ноября 1972 года. Похоронена там же.

## Награды
- Золотая медаль «Серп и Молот» (29.04.1948)
- Орден Ленина  (29.04.1948)
- Медаль «В ознаменование 100-летия со дня рождения Владимира Ильича Ленина» (6 апреля 1970)
- Медаль «За трудовую доблесть»

- медалями ВДНХ СССР:

## Память
- На могиле установлен надгробный памятник.